# Adhemar Canavesi
Adhemar Canavesi (18. august 1903 – 14. november 1984) var en uruguayansk fodboldspiller som deltog i de olympiske lege 1928 i Amsterdam.
Han var med på det uruguayanske hold som vandt fodboldtuneringen over Argentina og Italien. Uruguays vej til finalen var at vinde over Holland med 2-0 og at vinde over Tyskland i kvartfinalen med 4-1 og i semifinalen besejrede de Italien med 3-2. I finalen mødte de Argentina og kampen endte 1-1. En ny finalekamp tre dage senere den 13. juni blev afholdt, og de vandt den med 2-1 og Uruguay forsvarede sin olympiske titel fra forrige OL i Paris.